# Kościół Wniebowzięcia Maryi Panny w Budišovie nad Budišovkou
Kościół Wniebowzięcia Maryi Panny (cz. Kostel Nanebevzetí Panny Marie) – rzymskokatolicki kościół parafialny we wschodnich Czechach, w miejscowości Budišov nad Budišovkou.

## Historia
Kościół wzniesiono w latach 1745-1755 z inicjatywy ks. Ferdinanda Juliusa von Troyera, późniejszego kardynała. W 1758 zainstalowano organy przebudowane w 1930 przez firmę Rieger. W 1770 zbudowano ambonę, a w 1912 ukończono budowę dwóch wież.

## Architektura i wyposażenie
Świątynia barokowa, zaprojektowana przez Mikuláša Thalherra, z dwuwieżową fasadą, wzniesiona na osi wschód-zachód z wejściem od wschodu. Kościół posiada 6 ołtarzy bocznych. Ambonę zdobią figury śś. Wiary, Nadziei i Miłości oraz atrybuty ewangelistów.

## Galeria

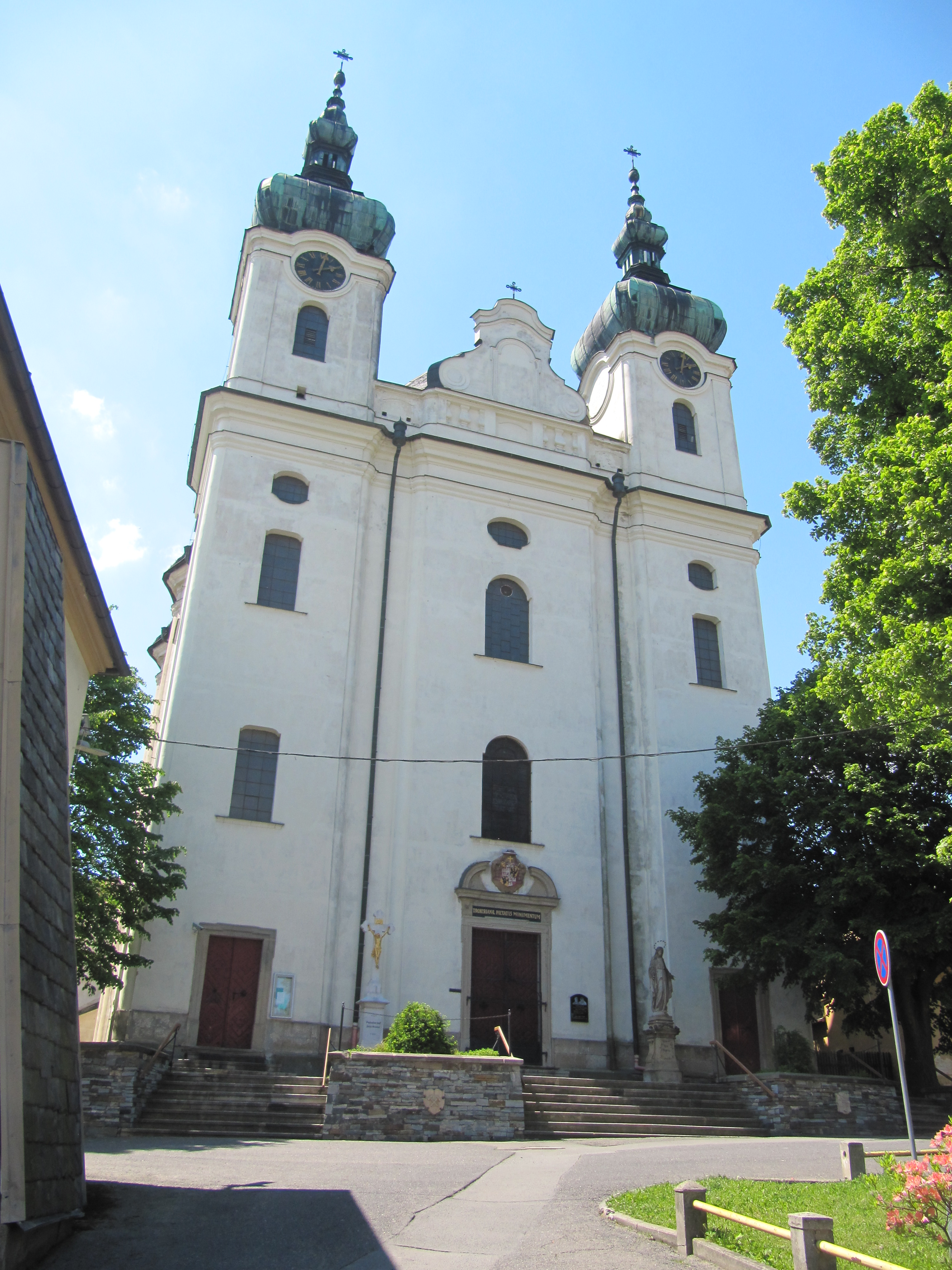
Fasada
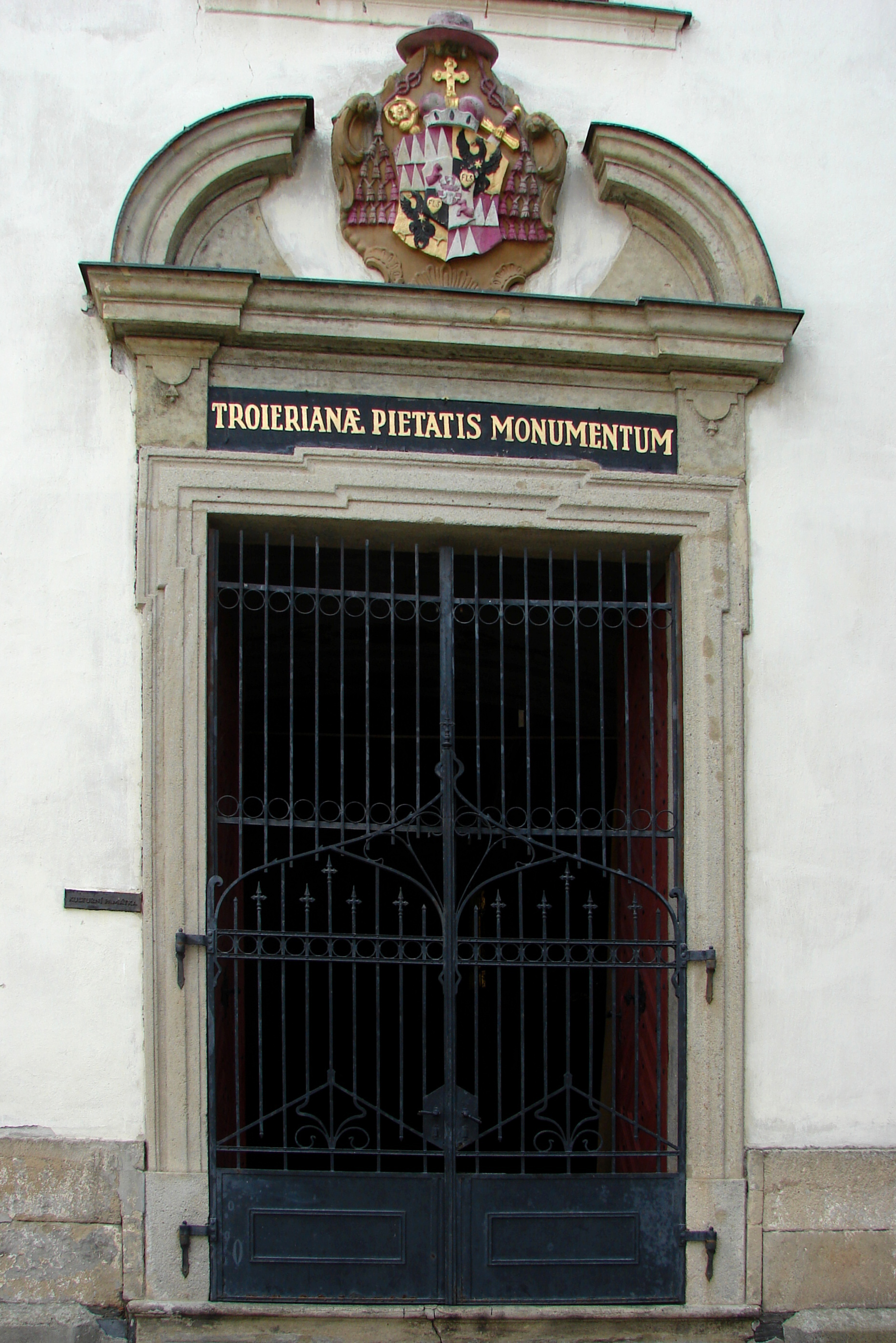
Portal główny
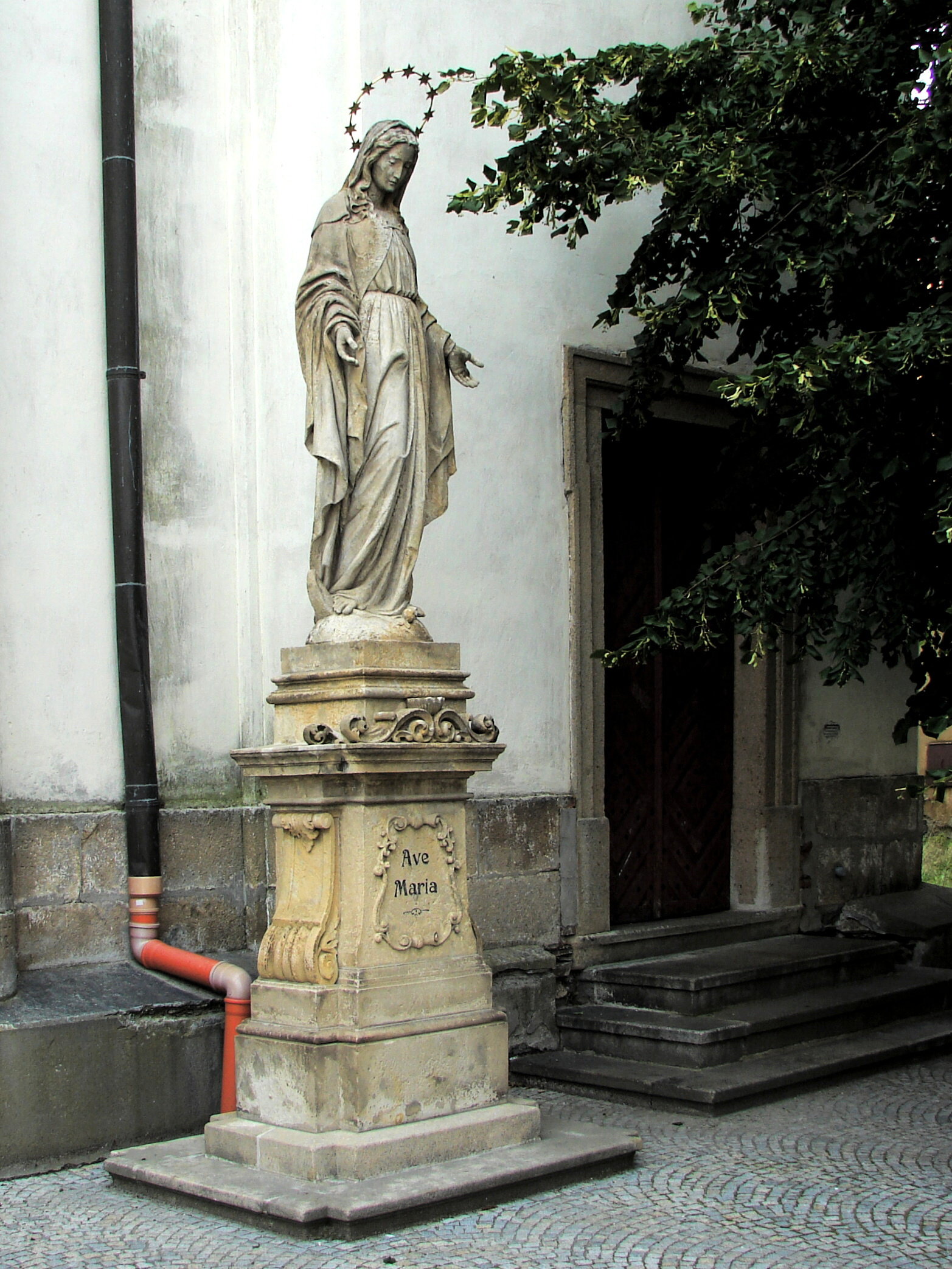
Figura Matki Bożej przy wejściu do kościoła